# SPF-18
Pour plus de détails, voir Fiche technique et Distribution.
SPF-18 est un film américain réalisé par Alex Israel, sorti le 29 septembre 2017 aux États-Unis,. 
Le film est disponible en version française directement sur  itunes et Netflix.

## Synopsis
Penny Cooper a passé des années à rechercher Johnny Sanders Jr., avant que la mort de son père ne les rapproche. Quand un mystérieux musicien country, Ash Baker, arrive en ville, elle est déchirée entre les deux.

## Fiche technique
- Titre : SPF-18
- Réalisation : Alex Israel
- Scénario : Alex Israel et Michael Berk
- Production : Alex Israel
- Société de distribution : itunes et Netflix
- Montage :
- Pays de production :  États-Unis
- Format : couleurs
- Genre : Drame et romance
- Durée : 75 minutes
- Dates de sortie :
  - États-Unis : 29 septembre 2017

## Distribution
- Carson Meyer (VF : Meaghan Dendraël) : Penny Cooper[4]
- Noah Centineo (VF : Arnaud Laurent) : Johnny Sanders Jr.
- Bianca A. Santos (VF : Fily Keita) : Camilla Barnes
- Jackson White (VF : Brice Ournac) : Ash Baker
- Molly Ringwald (VF : Juliette Degenne) : Faye Cooper
- Rosanna Arquette (VF : Brigitte Berges) : Linda Sanders
- Sean Russel Herman (VF : Charles Pestel) : Steve Galmarini
- Pamela Anderson (VF : Malvina Germain) : elle-même
- Keanu Reeves (VF : Jean-Pierre Michael) : lui-même
- Goldie Hawn : la narratrice